# Heinrich Rauscher (Heimatforscher, um 1918)
Heinrich Rauscher (* 1918 oder 1919) ist ein deutscher Heimatkundler im Bergischen Land.

## Leben und Wirken
Beruflich war Heinrich Rauscher als Handwerksmeister im Malergewerbe tätig, als ehrenamtlicher Kulturpfleger wurde Rauscher in den 1970er und 1980er in der Öffentlichkeit bekannt.
Er war viele Jahre lang Wegereferent der Naturfreunde und zeichnete Wanderwege des Landesverbandes Rheinland. Diese Tätigkeit führte dazu, dass bei ihm das Interesse über Hammerwerke und Schleifkotten im Morsbachtal und seine Seitentälern geweckt wurde. Das Morsbachtal trennt die Gemeinden Wuppertal und Remscheid als Grenzfluss. Er forschte in seiner Heimat, dem Bergischen Land, akribisch in den Archiven und führte zahlreiche Gespräche mit Zeitzeugen und erwarb dadurch ein weitreichendes Fachwissen in diesem Gebiet, das von anderen Heimatkundlern hoch anerkannt wurde. Er war häufiger Referent für Natur- und Heimatkunde bei Naturfreunden und Geschichtsvereinen. Sein Werk Historische Wanderung durch das Morsbachtal und seine Seitentäler, das vom Bergischen Geschichtsverein durch Michael Metschies in seiner Reihe Beiträge zur Geschichte und Heimatkunde Wuppertals herausgegeben wurde, gilt in Bezug auf die Geschichte des Morsbaches als Standardwerk. Ein weiterer Schwerpunkt seiner Forschung galt den Bergischen Landwehren.

## Auszeichnungen und Ehrungen
Am 11. April 1989 erhielt der Rentner Rauscher den Rheinlandtaler des Landschaftsverbandes Rheinland (LVR, damals Landschaftsversammlung Rheinland) für die ehrenamtliche Aktivität in den Bereichen Naturkunde und Industriegeschichte.
Bei der Ehrung hielt Klaus  Goebel, der zu diesem Zeitpunkt Vorsitzender des  Kulturausschusses des LVR war, die Laudatio. Goebel beschrieb Rauscher als einen Mann, der keine großen Worte mag: „Doch wer einmal erlebt hat, wenn es darum geht, Hämmer und Kotten lebendig werden zu lassen, sie Besuchern und interessierten Gästen zu zeigen, weiß auch, wie es dann geradezu aus Ihnen heraus sprudelt. Dann erlebt jeder der Umstehenden einen Mann, der bis ins Detail nicht nur weiß, wovon er spricht, sondern auch dieses Wissen mit Akribie und Begeisterung weiter geben kann.“

## Werke
- Heinrich Rauscher: Historische Wanderung durch das Morsbachtal und seine Seitentäler (Beiträge zur Geschichte und Heimatkunde Wuppertals). Hrsg.: Michael Metschies. Born, J H, Wuppertal 1986, ISBN 3-87093-037-3.